# Javier Jiménez García
Javier Jiménez García (Aldaya, Valencia, 11 de marzo de 1997), conocido como Javi Jiménez, es un futbolista español que juega como defensa en la U. D. Alzira de la Segunda Federación de España.

## Trayectoria
Se formó en la cantera del Valencia C. F., hasta llegar a jugar en las filas del Valencia C. F. Mestalla. Durante la temporada 2016-17 llegó a debutar con el primer y renovó su contrato hasta 2020.
Tras finalizar su etapa en Valencia, fichó por el Albacete Balompié, equipo con el que logró un ascenso a Segunda División en la temporada 2021-22.
El 31 de enero de 2023 firmó por la A. D. Alcorcón. Allí volvió a conseguir otro ascenso a Segunda División y a mediados de agosto se unió a la U. E. Cornellà.
En julio de 2024 fichó por la U. D. Alzira, equipo que en ese momento competía en la Segunda Federación.

## Clubs
Actualizado el 18 de mayo de 2024.
| Club                    | País   | Año       | Partidos | Goles |
| ----------------------- | ------ | --------- | -------- | ----- |
| Valencia C. F. Mestalla | España | 2014-2020 | 67       | 1     |
| Valencia C. F.          | España | 2017      | 2        | 0     |
| Albacete Balompié       | España | 2020-2023 | 28       | 0     |
| A. D. Alcorcón          | España | 2023      | 0        | 0     |
| U. E. Cornellà          | España | 2023-2024 | 2        | 0     |
| C. D. Alcoyano          | España | 2024      | 7        | 0     |
| U. D. Alzira            | España | 2024-     |          |       |